# Molophilus (Molophilus) furcus
Molophilus (Molophilus) furcus is een tweevleugelige uit de familie steltmuggen (Limoniidae). De soort komt voor in het Neotropisch gebied.